# Slittino ai XXIV Giochi olimpici invernali - Doppio
La gara del doppio di slittino dei XXIV Giochi olimpici invernali di Pechino si disputò nella giornata del 9 febbraio 2022 sul tracciato del National Sliding Centre, situato nella Contea di Yanqing, uno dei distretti della città di Pechino.
I tedeschi Tobias Wendl e Tobias Arlt conquistarono la medaglia d'oro, mentre quelle d'argento e di bronzo andarono rispettivamente ai connazionali Toni Eggert e Sascha Benecken ed agli austriaci Thomas Steu e Lorenz Koller.

## Resoconto
A seguito di quanto previsto dal regolamento di qualificazione, poterono prendere parte alla competizione 18 coppie ed ogni comitato nazionale poté schierare fino ad un massimo di due formazioni, sulla base della classifica di Coppa del Mondo 2021/22 tenendo in considerazione i migliori quattro risultati ottenuti nei primi sette appuntamenti del circuito internazionale, e non conteggiando a questo fine le gare sprint. Presenti al via, tra gli altri concorrenti, i tedeschi Tobias Wendl e Tobias Arlt, campioni olimpici uscenti, invece delle altre due coppie a podio nell'edizione di Pyeongchang 2018, nell'ordine gli austriaci Peter Penz e Georg Fischler e gli altri teutonici Toni Eggert e Sascha Benecken, solo quest'ultima coppia fu in gara mentre i due austriaci si erano nel frattempo ritirati dall'attività agonistica; gli stessi tedeschi Eggert e Benecken erano i detentori del titolo iridato vinto a Schönau am Königssee 2021 ed avevano trionfato nell'ultima edizione di Coppa del Mondo. Nonostante le coppie ammesse alla competizione fossero 18 i doppi in gara furono solo 17 poiché, nel corso delle prove svoltesi nei giorni antecedenti la gara, il duo austriaco composto da Yannick Müller e Armin Frauscher subì un incidente che causò la frattura dell'avambraccio sinistro di Müller e che costrinse quindi i due atleti a rinunciare alla partecipazione ai Giochi.
La somma dei tempi ottenuti nelle due manches assegnò la medaglia d'oro ed il titolo olimpico ai tedeschi Tobias Wendl e Tobias Arlt, che sopravanzarono sul podio i connazionali Toni Eggert e Sascha Benecken e gli austriaci Thomas Steu e Lorenz Koller. Il duello per la vittoria sembrò subito circoscritto ai soli doppi teutonici, con Wendl e Arlt, che nella prima discesa fecero segnare il nuovo record del tracciato di oltre mezzo secondo rispetto al precedente primato detenuto da Eggert e Benecken, e la stessa altra coppia tedesca staccati di soli quattro centesimi, seguiti a più di un decimo di distanza dai due austriaci ed a loro volta con un buon margine di oltre un decimo e mezzo sulle altre coppia in lotta per il terzo gradino del podio, nell'ordine gli italiani Emanuel Rieder e Simon Kainzwaldner ed i lettoni Mārtiņš Bots e Roberts Plūme; anche nella seconda frazione Wendl e Arlt fecero registrare il miglior parziale, cinque centesimi meglio di Eggert e Benecken, legittimando così la superiorità delle due coppie tedesche, mentre il doppio austriaco concluse la gara sul terzo gradino del podio ad oltre mezzo secondo dai vincitori.
Questo fu il sesto successo nella specialità da parte di una coppia tedesca a partire dall'edizione di Albertville 1992, vale a dire dalla riunificazione della Germania, successivamente ai due ottenuti da Stefan Krauße e Jan Behrendt, da quello di Patric Leitner e Alexander Resch e dai due precedentemente ottenuti dagli stessi Wendl e Arlt a Soči 2014 e Pyeongchang 2018; grazie a questo terzo titolo consecutivo nella specialità Tobias Wendl e Tobias Arlt divennero il doppio più vincente nella storia dei Giochi ed appaiarono i connazionali Georg Hackl e Natalie Geisenberger, gli unici altri slittinisti in grado di vincere per tre volte l'oro olimpico nella propria specialità.

## Risultati
| Pos. | Atleti                                | Nazione       | 1ª manche | 2ª manche | Totale   | Distacco |
| ---- | ------------------------------------- | ------------- | --------- | --------- | -------- | -------- |
|      | Tobias Wendl Tobias Arlt              | Germania      | 58"255    | 58"299    | 1'56"554 |          |
|      | Toni Eggert Sascha Benecken           | Germania      | 58"300    | 58"353    | 1'56"653 | +0"099   |
|      | Thomas Steu Lorenz Koller             | Austria       | 58"426    | 58"639    | 1'57"065 | +0"511   |
| 4    | Mārtiņš Bots Roberts Plūme            | Lettonia      | 58"628    | 58"791    | 1'57"419 | +0"865   |
| 5    | Andris Šics Juris Šics                | Lettonia      | 58"703    | 58"734    | 1'57"437 | +0"883   |
| 6    | Emanuel Rieder Simon Kainzwaldner     | Italia        | 58"602    | 58"995    | 1'57"597 | +1"043   |
| 7    | Tristan Walker Justin Snith           | Canada        | 58"895    | 59"023    | 1'57"918 | +1"364   |
| 8    | Aleksandr Denis'ev Vladislav Antonov  | ROC           | 59"040    | 58"953    | 1'57"993 | +1"439   |
| 9    | Wojciech Chmielewski Jakub Kowalewski | Polonia       | 58"992    | 59"073    | 1'58"065 | +1"511   |
| 10   | Andrej Bogdanov Jurij Prochorov       | ROC           | 59"376    | 59"132    | 1'58"508 | +1"954   |
| 11   | Zachary DiGregorio Sean Hollander     | Stati Uniti   | 59"389    | 59"126    | 1'58"515 | +1"961   |
| 12   | Park Jin-yong Cho Jung-myung          | Corea del Sud | 59"361    | 59"366    | 1'58"727 | +2"173   |
| 13   | Tomáš Vaverčák Matej Zmij             | Slovacchia    | 1'00"138  | 59"704    | 1'59"842 | +3"288   |
| 14   | Vasile Gîtlan Darius Şerban           | Romania       | 59"694    | 1'00"243  | 1'59"937 | +3"383   |
| 15   | Ihor Stachiv Andrij Lysec'kyj         | Ucraina       | 59"983    | 1'00"080  | 2'00"063 | +3"509   |
| 16   | Filip Vejdělek Zdeněk Pěkný           | Rep. Ceca     | 1'00"248  | 59"869    | 2'00"117 | +3"563   |
| 17   | Huang Yebo Peng Junyue                | Cina          | 1'00"732  | 1'00"840  | 2'01"572 | +5"018   |

Data: mercoledì 9 febbraio 2022

Ora locale 1ª manche: 20:20 (UTC+8)

Ora locale 2ª manche: 21:35 (UTC+8)

Pista: National Sliding Centre

Lunghezza: 1 475 m.

Curve: 16 

Partenza: 1 000 m. s.l.m.

Arrivo: 896 m. s.l.m.

Dislivello: 104 m.

Legenda:
- DNS = non partiti (did not start)
- DNF = gara non completata (did not finish)
- DSQ = squalificati (disqualified)
- Pos. = posizione